# Administrator diecezji
Administrator diecezji – w Kościele katolickim biskup lub prezbiter, tymczasowo zarządzający diecezją w trakcie wakatu (sediswakancji) lub trwałej przeszkody w sprawowaniu władzy przez biskupa diecezjalnego, wybierany przez diecezjalne kolegium konsultorów. Nie należy mylić tego urzędu z administratorem apostolskim, który ma podobne zadania i uprawnienia, ale jest mianowany przez Stolicę Apostolską.

## Powoływanie

### Sede vacante
W przypadku zaistnienia na stolicy biskupiej sedyswakancji (łac. sede vacante; wskutek np. śmierci, rezygnacji lub przejścia na emeryturę dotychczasowego biskupa diecezjalnego), rządy w diecezji tymczasowo przejmuje jej biskup pomocniczy, a jeśli jest ich kilku, najstarszy stażem biskupim spośród nich. Jeśli w danej diecezji nie ma biskupa pomocniczego, tymczasowym kolegialnym zwierzchnikiem diecezji staje się kolegium konsultorów. W obu przypadkach na kolegium ciąży obowiązek, aby w ciągu ośmiu dni powołać administratora diecezji. Administratorem może być kapłan mający ukończone 35 lat i odznaczający się „wiedzą i roztropnością”. W prawie kanonicznym nie istnieje wymóg, aby na administratora powołać biskupa pomocniczego lub wikariusza generalnego diecezji, lecz w praktyce jest to bardzo często stosowane, ponieważ osoby te mają zwykle duże rozeznanie i doświadczenie w kwestiach dotyczących zarządzania diecezją, gdyż na co dzień pomagają w tym biskupowi diecezjalnemu. Jeżeli jednak administratorem diecezjalnym zostanie prezbiter, a w diecezji jest biskup pomocniczy, ten ostatni, mimo swego biskupstwa, musi uznać zwierzchnią władzę kanoniczną administratora.
Jeśli kolegium nie dokona wyboru w ciągu ośmiu dni lub dokona go sposób niezgodny z prawem kanonicznym, przez co będzie on nieważny, administratora wyznacza nadzorujący diecezję metropolita. W przypadku, gdy wakująca diecezja sama ma status metropolitalny, uprawnienie to przechodzi na najstarszego stażem biskupim spośród jej biskupów sufraganów.
Administrator diecezji obejmuje rządy niezwłocznie po wyborze, nie jest do tego potrzebna akceptacja Stolicy Apostolskiej. Ma jednakże obowiązek niezwłocznie powiadomić papieża o swojej nominacji.

### Sede plena
W sytuacji sede plena, a więc gdy diecezja ma urzędującego biskupa diecezjalnego, administrator diecezji może być powołany w razie zaistnienia przeszkody w działaniu stolicy biskupiej, którą dokładniej definiuje kan. 412. W praktyce najczęściej chodzi tu o długotrwałą chorobę biskupa diecezjalnego, rzadziej jego wymuszoną okolicznościami dłuższą nieobecność lub np. uwięzienie. Administratora powołuje się jednak wyłącznie w sytuacji, gdy:
1. diecezja nie posiada biskupa koadiutora,
2. przed nastaniem przeszkody biskup diecezjalny nie sporządził niejawnego wykazu osób, które mają go zastępować w takiej sytuacji (przy czym brak takiego wykazu, oznacza naruszenie przez biskupa kan. 413 § 1).

Jeśli zaistnieją obie powyższe przesłanki, kolegium konsultorów powołuje administratora analogicznie jak w przypadku sede vacante.

## Odwołanie
Administrator diecezji nie może zostać odwołany inaczej niż decyzją papieską, przy czym papież zobowiązany jest powiadomić o fakcie odwołania administratora kolegium konsultorów. W takiej sytuacji kolegium wybiera nowego administratora. Władza administratora wygasa na mocy prawa, z chwilą kanonicznego objęcia rządów przez nowego biskupa diecezjalnego lub (przy sede plena) powrotu do obowiązków dotychczasowego biskupa. Papież może również w dowolnym czasie powołać dla diecezji administratora apostolskiego, który przejmuje wówczas rządy od administratora diecezji.

## Kompetencje
Administrator diecezji posiada te same uprawnienia i obowiązki, co biskup diecezjalny. Jedynym konkretnym ograniczeniem, wymienionym w kodeksie prawa kanonicznego jest zakaz wynoszenia z kurii dokumentów, niszczenia ich lub zmieniania. Fakt bycia administratorem nie upoważnia jednakże prezbitera do wykonywania czynności pontyfikalnych, czyli takich, które może wykonywać jedynie kapłan wyświęcony na biskupa. Dotyczy to m.in. udzielania sakramentu bierzmowania czy święceń kapłańskich.